# Shinjuku-gyoenmae (metropolitana di Tokyo)
Shinjuku-gyoenmae (新宿御苑前駅?, Shinjuku-gyoenmae-eki) è una stazione della metropolitana di Tokyo che si trova a Shinjuku. La stazione è servita dalla linea Marunouchi della Tokyo Metro.